# Chambre de commerce et d'industrie de Saint-Malo-Fougères
La chambre de commerce et d'industrie territoriale de Saint-Malo Fougères est une des deux anciennes CCI du département d’Ille-et-Vilaine. Son ressort s'étendait sur les territoires de l'arrondissement de Saint-Malo et sur celui de l'ancien arrondissement de Fougères. Elle a été installée le 11 janvier 2011, à la suite de la fusion des anciennes CCI du pays de Saint-Malo et du pays de Fougères
Son siège était à Saint-Malo au 4, avenue Louis Martin. Elle disposait d'une Délégation à Fougères située 50 rue Nationale.
La chambre faisait partie de la chambre de commerce et d'industrie de région Bretagne.
Elle a été dissoute par décret du 10 février 2016 portant création de la chambre de commerce et d'industrie territoriale Ille-et-Vilaine. 

## Missions
À ce titre[pas clair], elle est un organisme chargé de représenter les intérêts des entreprises commerciales, industrielles et de service des pays de Saint-Malo et Fougères et de leur apporter certains services. C'est un établissement public qui gère en outre des équipements au profit de ces entreprises et du territoire.
Comme toutes les CCI, elle est placée sous la double tutelle du Ministère de l'Industrie et du Ministère des PME, du Commerce et de l'Artisanat.

### Service aux entreprises
- Centre de formalités des entreprises
- Assistance technique au commerce et au tourisme
- Assistance technique à l'industrie
- Assistance technique aux entreprises de service
- Centre de Formation et d'apprentissage (CCIFA)

### Gestion d'équipements
- Port de commerce, de pêche et de plaisance de Saint Malo ;
- Port de pêche de Cancale ;
- Cale du Bec de la Vallée ;
- Aéroport de Dinard Pleurtuit Saint-Malo ;
- Espace Duguay-Trouin.

### Centres de formation
- École Fizeau (optique-lunetterie) ;
- École Joseph E. Bertin (audioprothèse) ;
- Institut de Formation ;
- École CE Guillaume (Haute Horlogerie).
- Institut de Formation et d’Apprentissage de la CCI (CCIFA) à Saint-Jouan-des-Guérets. Il comprend : 
  - Centre de formation d'apprentis en Hotellerie, Commerce et Comptabilité ;
  - École de Gestion et de Commerce de Bretagne (EGCB) ;
  - Formation à la création d’entreprise (FOR-CREA) ;
  - Centre d'études de langues.

## Historique
- 24 juillet 2009 : Décret de fusion de la chambre de commerce et d'industrie du pays de Saint-Malo avec la chambre de commerce et d'industrie du pays de Fougères.
- 11 janvier 2011 : Installation de la chambre de commerce et d'industrie de Saint-Malo-Fougères.
- 12 décembre 2016 : Dissolution pour former la chambre de commerce et d'industrie territoriale Ille-et-Vilaine.

## Pour approfondir